# Giải Thomas Merton
Giải Thomas Merton là một giải thưởng do Thomas Merton Center for Peace and Social Justice (Trung tâm Thomas Merton vì Hòa bình và Công bằng Xã hội) ở Pittsburgh, Pennsylvania, Hoa Kỳ trao hàng năm "cho các cá nhân đấu tranh cho công lý ở Hoa Kỳ và trên thế giới.". Giải mang tên nhà văn kiêm tu sĩ Công giáo Thomas Merton và bắt đầu được trao từ năm 1972

## Những người đoạt giải
1972: James P. Carroll
1973: Dorothy Day
1974: Dick Gregory
1975: Joan Baez
1976: Hélder Câmara
1977: Dick Hughes
1978: John Harris Burt & James Malone
1979: Helen Caldicott
1980: William Winpisinger
1981: Nhân dân Ba Lan
1982: Raymond Hunthausen
1983: không trao giải
1984: Bernice Johnson Reagon
1985: Henri Nouwen
1986: Allan Boesak
1987: Miguel D'Escoto
1988: Daniel Berrigan
1989: Comrades of El Salvador & Elizabeth Linder
1990: Marian Wright Edelman
1991: Howard Zinn
1992: Molly Rush
1993: Lucius Walker
1994: Richard Rohr OFM
1995: Marian Kramer
1996: Winona LaDuke
1997: Ron Chisom
1998: Studs Terkel
1999: Wendell Berry
2000: Ronald V. Dellums
2001: Joan Chittister
2002: Leontine T. Kelly
2003: Voices in the Wilderness
2004: Amy Goodman
2005: Roy Bourgeois
2006: Angela Davis
2007: Cindy Sheehan
2008: Malik Rahim
2009: Dennis Kucinich
2010: Noam Chomsky
2011: Vandana Shiva
2013: Martin Sheen
2014: Jeremy Scahill